# Тищенко, Вадим Николаевич (футболист)
Вадим Николаевич Тищенко (укр. Вадим Миколайович Тищенко; 24 марта 1963, Городок, Львовская область, Украинская ССР, СССР — 14 декабря 2015, Днепропетровск, Украина) — советский и украинский футболист, тренер. Мастер спорта (1987), заслуженный мастер спорта СССР (29.03.1989).

## Биография

### Игровая карьера
Родился 24 марта 1963 года в Городке (Львовская область, УССР). Воспитанник школы «Карпат» и львовского спортинтерната. Профессиональные выступления начал в винницкой «Ниве». В 1984 году отправился в киевское «Динамо», но за первую команду не провёл ни одного матча, поэтому почти сразу вернулся в «Ниву». В 1985 году стал игроком львовского «СКА Карпаты», за который на протяжении 2 лет провёл 80 матчей, в которых забил 11 голов. В 1987 году перебрался в днепропетровский «Днепр». Там стал игроком основы и обратил на себя внимание сборной СССР. Считался одним из самых перспективных футболистов страны. В 1990—1992 был капитаном команды. В 1992 году отправился за границу — в израильский «Хапоэль» из Хайфы, за который провёл 53 матча. После выступлений за израильскую команду в возрасте 31 года завершил игровую карьеру.

### Карьера в сборной
За сборную СССР в 1987—1990 годах сыграл 8 матчей. За олимпийскую сборную СССР в 1987 году сыграл 4 матча.
Перед финальным турниром Олимпийских игр 1988 получил тяжелую травму колена — в матче против «Металлиста» соперник прыгнул Тищенко на опорную ногу. Травма была настолько серьёзной, что стоял вопрос — будет ли он вообще ходить. По признанию одноклубников, только железный и волевой характер помогли преодолеть последствия травмы и вернуться в футбол. Был зачислен в состав сборной на Олимпиаду-88, но ни одного матча не сыграл.
По словам Анатолия Бышовца, при лечении Тищенко использовались специальные препараты для заживления колена, однако по олимпийским меркам они были запрещёнными: вследствие этого Бышовец решил не ставить Тищенко в основной состав сборной, при этом полагая, что игрока кто-то пытался «подставить».

### Тренерская карьера
На тренерской работе с 1996 года. Начинал на посту тренера в «Днепре» В 1998 году ненадолго стал главным тренером команды. В 1999—2000 годах был главным тренером «Кривбасса-2». В 2000 году один сезон был тренером в основной команде «Кривбасса».
В 2001 году вернулся в «Днепр», где поочерёдно занимал должность тренера (в сумме — 10 лет) и исполняющего обязанности главного тренера (в сумме — 2 года).
С июля 2011 работал спортивным директором «Днепра».
Скоропостижно скончался 14 декабря 2015 года. Похоронен на Запорожском кладбище в Днепропетровске.

## Достижения

### Командные
«Днепр»
- Чемпион СССР: 1988
- Вице-чемпион СССР: 1987, 1989
- Обладатель Кубка СССР: 1988/89
- Обладатель Кубка Футбольного союза СССР: 1989
- Бронзовый призёр чемпионата Украины: 1992

Олимпийская сборная СССР
- Олимпийский чемпион: 1988

### Личные
- Входил в список 33-х лучших футболистов сезона в СССР: № 3 (1987, 1989)
- Орден «За заслуги» III степени (2004)[6]
- Мастер спорта СССР (1987)
- Заслуженный мастер спорта СССР (1989)
- Заслуженный работник физической культуры и спорта Украины (2011)[7]